# Řád Michala Chrabrého
Řád Michala Chrabrého (rumunsky Ordinul Mihai Viteazul) je nejvyšší rumunský vojenský řád. Založil jej dne 26. září 1916 rumunský král Ferdinand I. jako nejvyšší vyznamenání udělované za statečnost v boji. Pojmenován byl po rumunském národním hrdinovi Michalovi Chrabrém, valašském vojvodovi, který bojoval na přelomu 16. a 17. století proti turecké nadvládě. Tento řád se uděluje dodnes, s přestávkou mezi roky 1947–2000.

## Vzhled
Odznakem je zlatý, modře smaltovaný liliový kříž. V jeho středu jsou vyobrazeny dvě zlaté korunované, zády k sobě situované iniciály zakladatele F, na zadní straně pak letopočet 1916. Řád je převýšen korunou. Od roku 1938 mohl být udělován i s dvěma zkříženými meči.
Po jeho obnově v roce 1941 byla zdvojená iniciála F nahrazena jedním korunovaným M, podle obnovitele řádu Michala I. Letopočet na zadní straně se změnil na 1941 a byl dán na přední stranu na spodní rameno kříže. Po kapitulaci Rumunska a jeho přestoupení na stranu SSSR v roce 1944 prošel řád menší změnou. Již napevno k němu byly připojeny dva zkřížené meče mezi rameny kříže a letopočet na zadní straně se opět změnil, tentokráte na 1944.
V roce 2000 byl řád opět obnoven. Koruna v převýšení byla nahrazena vavřínovým věncem, středová iniciála panovníka změněna na zlatého rumunského orla a letopočet na zadní straně dostal podobu 1916 a 2000.
S obnovou v roce 2000 vznikla i hvězda řádu. Je stříbrná, brilantující a čtyřcípá s řádovým křížem uprostřed.
Stuha je fialová se zlatými postranními proužky.

## Dělení
Řád se dělí na tři třídy:
- 1. třída – připínací kříž na levé straně hrudi
- 2. třída – u krku
- 3. třída – na prsou

## Nositelé
Během dvou světových válek byla 1. třída udělena 16× a 15×, 2. třída 12× a 76× a 3. třída 336× respektive 1628×. Mezi slavnými nositeli můžeme najít generály Douglase Haiga, Johna Pershinga, Erwina Rommela, Fedora von Bocka, Hermanna Göringa a mnoho dalších.

## Galerie

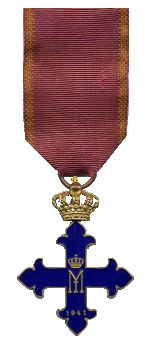
Kříž 2. třídy, 2. model (1941)
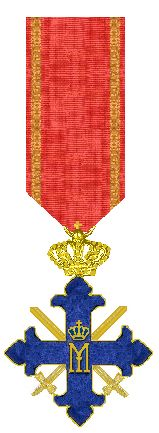
Řádový kříž, 3. model (1944)
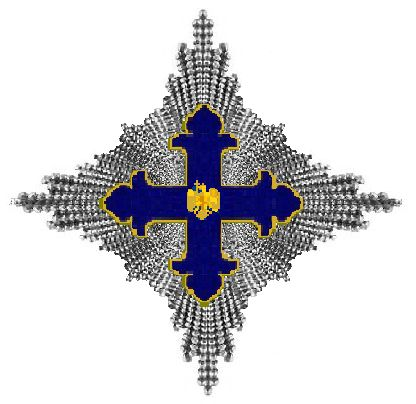
Řádová hvězda